# Federazione cestistica dell'eSwatini
La Federazione cestistica dell'eSwatini (in inglese eSwatini National Basketball Association) è l'ente che controlla e organizza la pallacanestro in eSwatini, noto fino al 2018 come Swaziland.
La federazione controlla inoltre la nazionale di pallacanestro dell'eSwatini e ha sede a Mbabane.
È affiliata alla FIBA dal 2000 e organizza il campionato di pallacanestro dell'eSwatini.